# بعثة مراقبي الأمم المتحدة في أوغندا - رواندا

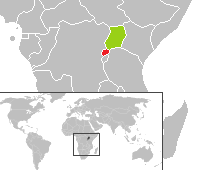
رواندا (أحمر) وأوغندا (أخضر)

بعثة مراقبي الأمم المتحدة في أوغندا - رواندا كانت بعثة لحفظ السلام أنشأها مجلس الأمن التابع للأمم المتحدة بموجب القرار رقم 846 واستمرت من يونيو 1993 إلى سبتمبر 1994. وكانت مهمتها «مراقبة الحدود بين أوغندا ورواندا والتحقق من عدم تقديم أي مساعدة عسكرية عبرها». كان مقرها في كابالي، أوغندا، وبالتالي غطت ولايتها 193 ميلاً من الحدود. وشملت البلدان المساهمة في بعثة الأمم المتحدة جمهورية الكونغو الديمقراطية، بنغلاديش، بوتسوانا، البرازيل، المجر، هولندا، السنغال، سلوفاكيا وزيمبابوي.
كان المراقب العسكري الرئيسي لها من يونيو إلى أكتوبر 1993 هو العميد روميو دالير من كندا، الذي اشتهر فيما بعد كقائد لقوة بعثة الأمم المتحدة لمساعدة رواندا خلال الإبادة الجماعية في رواندا. وصل دالير إلى أوغندا في أوائل أكتوبر / تشرين الأول 1993، حيث أبلغه ضابط الارتباط من جيش المقاومة الوطنية بأنه يجب إبلاغه بجميع دوريات بعثة الأمم المتحدة قبل 12 ساعة على الأقل وأن جميع الدوريات سيكون لها مرافقة من الجيش الوطني للمقاومة. عندما احتج دالير على أن الهدف الأساسي للبعثة هو اكتشاف نشاط مشبوه من خلال عنصر المفاجأة، أصر ضابط الجيش الوطني للمقاومة. وعلى الرغم من حقيقة أن أوغندا قد وافقت على أن مجال التحقق سيكون في نطاق 100 كم داخل الحدود الأوغندية، والتي تضمنت محور النقل في مبارارا، أصر الجيش الوطني للمقاومة على حد 20 كم، ووضع مبارارا خارج الحدود.

وأشار دالير: 
 كانت الحدود عبارة عن غربال، مليء بالممرات الجبلية الصغيرة التي كانت موجودة منذ آلاف السنين. بالنظر إلى قوتي الصغيرة المكونة من 81 مراقباً وحقيقة أنه لم يكن لدينا طائرات هليكوبتر قادرة على الرؤية الليلية، كانت مهمة إبقاء الحدود تحت المراقبة رمزية في أحسن الأحوال. 
 وسرعان ما تم تعيين دالير رئيسا للبعثة الجديدة في رواندا وغادر أوغندا في 21 أكتوبر. كان بديله كرئيس للمراقبين العسكريين هو العقيد السابق بن ماتيوازا من زيمبابوي، ثم العقيد أسرار الحق من بنغلاديش.
وستوضع البعثة في وقت لاحق تحت قيادة بعثة الأمم المتحدة لتقديم المساعدة إلى رواندا. بعد الإبادة الجماعية واندلاع الحرب الأهلية الرواندية، انتهى تفويضها في 21 سبتمبر 1994.

## روابط خارجية
- صفحة الأمم المتحدة حول UNOMUR